# Sannita (pirofregata)
La Sannita fu una pirofregata da 300 cavalli vapore e 6 cannoni, varata nel 1846 a Castellammare di Stabia per la Real Marina del Regno delle Due Sicilie.
Dopo il trasporto, nel febbraio del 1848, insieme alla pirofregata  Ruggiero, di artiglieri, pionieri, e zappatori per la cittadella di Messina, assediata dagli insorti siciliani, fece la campagna dell'Adriatico al comando di Filippo Pucci nella squadra del brigadiere Raffaele De Cosa, e quindi tornò a partecipare alla difesa della cittadella suddetta e ad attacchi contro il lido opposto in mano agli insorti.
Nel 1860 si trova in riparazione a Tolone, periodo in cui il Re di Napoli, chiusosi a Gaeta, la fece vendere per 450.000 lire.